# 1544 Vinterhansenia
Az 1544 Vinterhansenia (ideiglenes jelöléssel 1941 UK) a Naprendszer kisbolygóövében található aszteroida. Liisi Oterma fedezte fel 1941. október 15-én, Turkuban.